# Claude-Sébastien de Villieu
Claude-Sébastien de Villieu, né dans la seconde moitié du XVIIe siècle et mort dans la première moitié du XVIIIe, est un officier français ayant combattu en Europe puis en Nouvelle-France ainsi qu'un gouverneur de l'Acadie.

## Biographie
En 1674, il participe aux campagnes militaires en Flandre, en Allemagne, en Catalogne et en Roussillon pendant une quinzaine d'années avant de venir au Canada en 1690 où il est envoyé comme lieutenant en Acadie.
Le 1er mars 1693, il reçoit le commandement d’une compagnie. Dès l'année suivante, il affronte, avec les Amérindiens Abénaquis, les troupes anglaises qu'ils battent. Le gouverneur de la Nouvelle-France, le comte de Frontenac, lui donne alors le commandement du fort Naxoat.
En août 1696, Villieu participa, avec le baron Jean-Vincent d'Abbadie de Saint-Castin porte-étendart du régiment de Carignan-Salières, aux opérations victorieuses menées par Pierre Le Moyne d'Iberville contre le fort Pemaquid. De retour de cette attaque, il fut fait prisonnier par le capitaine Hathorne et emmené à Boston. Il fut libéré sur les instances de Frontenac. 
Claude-Sébastien de Villieu épousa à Québec, le 9 avril 1692, Judith Leneuf, fille du gouverneur d'Acadie Michel Leneuf de La Vallière et de Beaubassin et de Marie Denys. Ils n’eurent qu’un seul enfant, Sébastien.
Villieu revint en France en mai 1698, puis retourna en Acadie où il exerça le commandement de la colonie en tant que gouverneur par intérim après la mort du gouverneur de l'Acadie Joseph Robineau de Villebon de juillet 1700 à décembre 1701.
Le 30 août 1705, il fut de nouveau appelé pour commander la colonie par intérim entre les gouvernances de Jacques-François de Monbeton de Brouillan et de Simon-Pierre Denys de Bonaventure. Atteint d'asthme, Villieu vendit sa maison de Port-Royal en Acadie et revint en France. On perd sa trace après 1706.